# Гофмансвальдау, Христиан Гофман фон
Христиан Гофман фон Го́фмансва́льдау (нем. Christian Hoffmann von Hoffmannswaldau; крещён 25 декабря 1616, Бреслау — 18 апреля 1679, там же) — немецкий поэт и сочинитель эпиграмм, бургомистр Бреславля, хозяин замка Намыслув, основатель так называемой «второй силезской школы» в немецкой поэзии, ставившей своим идеалом «новое и необычное, изящное и галантное» и подражавшей итальянским поэтам Джамбаттисте Марино и Баттисте Гварини.

## Биография
Христиан Гофман фон Гофмансвальдау родился в бреславльской патрицианской семье, возведённой во дворянство. По окончании юридического факультета Лейденского университета совершил обязательный для образованных молодых людей гранд-тур по Европе, где в Амстердаме познакомился с Андреасом Грифиусом, а по возвращении на родину из Италии горел желанием преодолеть «сухость» Мартина Опица и воссоздать на немецком языке «южный бальзамический стиль». В действительности новизна в творчестве Гофмансвальдау вылилась в утрату тонкости и оттенков в его произведениях. Его внутренне бессодержательные сочинения отличались крайней формалистической изощрённостью, вычурной напыщенностью и аффектацией. Он ввёл в немецкую поэзию антитезы, игру слов, остроты и вычурные образы. Им были испробованы все речевые средства поэзии барокко — от стиха-загадки до стихов-метафор. Его лирика изобиловала галантными намёками, реминисценциями на библейские, мифологические и исторические сюжеты.
Излюбленным жанром лирики Гофмансвальдау был сонет, он также писал мадригалы, эпиграммы, рондо и прославившие его героиды — послания в стихах, которыми обмениваются знаменитые влюблённые. Его «Галантные стихи по случаю» (Galante Gelegenheitsgeistgedichte) имели громадный успех и закрепили за автором титул немецкого Овидия. Кроме того, известностью пользовались его «Героиды» (Kuriose Heldenbriefe und andere herrliche Gedichte) (1673); аллегорические сонеты, в которых, воспевая свою возлюбленную Аманду, он награждает её целым рядом эпитетов. Полное собрание его стихотворений вместе со стихотворениями Даниэля Каспера фон Лоэнштейна, Иоганна фон Бессера и других представителей той же школы вышло в Лейпциге под редакцией Беньямина Нейкирха в 1695—1724 годах. Отдельные пьесы включены в «Библиотеку немецких поэтов XVII века» (Лейпциг, 1838).
Христиан Гофман фон Гофмансвальдау стал одним из действующих лиц повести Гюнтера Граасса «Встреча в Тельгте».